# 56 Nights
56 Nights è un mixtape collaborativo del rapper statunitense Future e del produttore discografico statunitense DJ Esco, pubblicato il 21 marzo 2015 dalla Freebandz Records.

## Antefatti
Il nome del mixtape e la copertina sono tutti ispirati all'arresto di DJ Esco avvenuto nel 2014: il producer si trovava all'aeroporto Internazionale di Dubai, e mentre era in procinto di uscire è stato fermato da alcuni agenti di polizia che hanno rinvenuto 15 grammi di marijuana in uno dei suoi bagagli. Successivamente, il producer venne condotto in carcere, passandovi un totale di 56 giorni prima di fare ritorno negli Stati Uniti il 13 gennaio 2015. In un'intervista per la rivista The Fader, Esco ha descritto il proprio periodo di prigionia; egli ha affermato di aver incontrato degli ex membri dei talebani e di aver appreso l'arabo grazie ad altri detenuti, che, il giorno del suo rilascio, lo hanno accompagnato al di fuori del carcere tra fragorosi applausi.
L'arresto di Esco fu molto significativo per Future, poiché in quel momento Esco possedeva un hard disk contenente più di 400 canzoni su cui avevano lavorato insieme, successivamente confiscato dalla polizia. Inoltre Esco ha affermato che l'unica canzone che riusciva a ricordare del suo hard disk era March Madness. Dopo il suo rilascio, acquistò un paio di cuffie e ascoltò ripetutamente il brano durante il suo volo di ritorno in America. Dopo essersi ricongiunto con Future, decise di pubblicare immediatamente il mixtape, inserendoci all'interno solamente le canzoni contenute nel disco rigido precedentemente sequestrato. March Madness fu poi pubblicato come singolo principale.

## Accoglienza e impatto
56 Nights è stato completato poco prima dell'esibizione di Future al South by Southwest tenutosi ad Austin, in Texas, ed è stato ben accolto dalla critica, con Pitchfork che gli ha attribuito un punteggio di 7.3 su 10. Il 9 aprile 2020, Future ha reso disponibile il mixtape su tutti i servizi di streaming musicale, rendendolo ampiamente disponibile per la prima volta in assoluto.

## Tracce
1. Free at Last – 1:21
2. Never Gon Lose – 3:07 (testo: Nayvadius Wilburn, Joshua Luellen, Dwan Avery – musica: Southside, DY)
3. Purple Coming In – 4:23
4. Diamonds from Africa – 2:46
5. Now – 2:42
6. No Compadre – 3:33
7. March Madness – 4:42 (testo: Nayvadius Wilburn, Chance Youngblood – musica: Tarentino)
8. Trap Niggas – 2:55
9. Da Fam on da Gram – 1:22 (testo: Nayvadius Wilburn, William Moore – musica: DJ Esco)
10. 56 Nights – 3:55